# Крушин (Влоцлавський повіт)
Крушин (пол. Kruszyn) — село в Польщі, у гміні Влоцлавек Влоцлавського повіту Куявсько-Поморського воєводства.
Населення — 668 осіб (2011).
У 1975-1998 роках село належало до Влоцлавського воєводства.

## Демографія
Демографічна структура станом на 31 березня 2011 року:
|          | Загалом | Допрацездатний вік | Працездатний вік | Постпрацездатний вік |
| -------- | ------- | ------------------ | ---------------- | -------------------- |
| Чоловіки | 327     | 65                 | 241              | 21                   |
| Жінки    | 341     | 69                 | 212              | 60                   |
| Разом    | 668     | 134                | 453              | 81                   |